# Lexus LF-A
El Lexus LF-A és un automòbil cupè súper-esportiu produït per Lexus com prototip, auto halo, prototip de carreres i model de producció. És el segon model de la línia F marca de vehicles d'alt rendiment de Lexus, després de l'IS F. Tres versions concepte es van mostrar, cadascuna debutant en el Saló de l'Automòbil de Detroit amb la designació del LF-A com a part de la línia del concepte de la sèrie LF. El primer concepte de LF-A se va estrenar en el 2005, seguit en 2007 per un segon LF-A amb un interior i exterior més completament moblat. La tercera versió del LF-A, un model roadster, es va estrenar en 2008. El model de producció, LFA, va ser presentat en el Saló de l'Automòbil de Tòquio a l'octubre del 2009.